# 브리스틀 대변 척도
브리스틀 대변 척도(Bristol stool scale)는 인분의 형태를 7가지 범주로 분류하도록 고안된 의학 도구이다. 이는 임상 및 실험 분야에서 모두 사용된다.
이 척도는 1997년 스티븐 루이스(Stephen Lewis)와 켄 히튼(Ken Heaton)이 브리스톨 왕립 병원에서 임상 평가 도구로 개발했으며, 다양한 장 질환의 치료 효과를 평가하는 연구 도구로 널리 사용되며 임상 의사소통 보조 도구로도 활용된다. 또한, 과민 대장 증후군 진단 삼합의 일부로도 포함된다.

## 해석
7가지 대변 유형은 다음과 같다.
- 1형: 견과류처럼 분리된 단단한 덩어리 (배변이 어려움)
- 2형: 소시지 모양이지만 울퉁불퉁함
- 3형: 소시지 같지만 표면에 금이 가 있음
- 4형: 소시지나 뱀처럼 부드럽고 매끄러움 (평균적인 대변)
- 5형: 가장자리가 뚜렷하고 부드러운 덩어리
- 6형: 가장자리가 들쭉날쭉한 솜털 같은 조각, 죽 같은 대변 (설사)
- 7형: 물처럼 액체 상태이며 고형물이 전혀 없음 (설사)

1형과 2형은 변비를 나타내며, 3형과 4형은 과도한 액체를 포함하지 않으면서 배변하기 쉬운 이상적인 대변이고, 6형과 7형은 설사를 나타낸다.
초기 연구에서 이 척도를 검사한 인구 집단에서는 1형과 2형 대변이 여성에게서 더 흔했으며, 5형과 6형 대변은 남성에게서 더 흔했다. 또한, 직장 후중감(불완전 배변감)을 보고한 대상자의 80%는 7형 대변을 보였다. 이러한 데이터와 기타 데이터를 통해 이 척도는 검증되었다. 초기 연구에는 그림 차트가 포함되지 않았으며, 이는 나중에 개발되었다.
브리스톨 대변 척도는 항설사제인 로페라미드, 센나, 또는 완하제 효과가 있는 안트라퀴논과 같은 약물로 인한 장 통과 시간의 변화에도 매우 민감하다.

## 용도

### 과민 대장 증후군 진단
과민 대장 증후군(IBS) 환자들은 일반적으로 복부 경련과 변비로 고통받는다고 보고한다.
일부 환자에서는 만성 변비가 짧은 설사 에피소드와 번갈아 나타나기도 하며, 소수의 IBS 환자는 설사만 겪는다.
증상 발현은 보통 몇 달 또는 몇 년에 걸쳐 나타나며, 환자들은 종종 큰 성공 없이 여러 의사를 방문하고 다양한 전문적인 조사를 받는다.
보고된 증상과 스트레스 사이에는 강한 상관관계가 있으며, 실제로 설사성 배설물은 정서 현상과 관련이 있다.
IBS 출혈은 질병이 치질과 관련될 경우에만 나타난다.
2000년대에 수행된 과민 대장 증후군, 변실금, 그리고 인간면역결핍 바이러스의 위장 합병증에 대한 연구에서 브리스톨 척도는 77개월 동안 지속된 연구에서도 사용하기 쉬운 진단 도구로 사용되었다.
역사적으로, 이 대변 평가 척도는 샌디에고 (미국 캘리포니아)의 카이저 퍼머넌트 의료 관리 프로그램의 합의 그룹에 의해 기능성 장 질환(FBD)에 대한 데이터 수집에 권장되었다.
최근에 로마 기준의 최신 개정판인 로마 III 기준에 따르면, IBS의 6가지 임상 양상이 식별될 수 있다.
| 로마 III 기준에 따른 IBS 대변 유형의 일반적인 하위 유형 |
| --- |
| 1. 변비 우세형 IBS (IBS-C) – 울퉁불퉁하거나 단단한 대변 * ≥ 25% 이고 묽거나 물 같은 대변 † <25%의 배변 ‡ |
| 2. 설사 우세형 IBS (IBS-D) – 묽거나 물 같은 대변 † ≥ 25% 이고 울퉁불퉁하거나 단단한 대변 * <25%의 배변 ‡ |
| 3. 혼합형 IBS (IBS-M) – 울퉁불퉁하거나 단단한 대변 * ≥ 25% 이고 묽거나 물 같은 대변 † ≥ 25%의 배변 ‡ |
| 4. 미분류형 IBS (IBS-U) – IBS-C, D 또는 M으로 분류하기에 불충분한 대변 이상 ‡ |
| * 브리스톨 대변 척도 1-2형 (견과류처럼 분리된 단단한 덩어리 또는 소시지 모양); † 브리스톨 대변 척도 6-7형 (거친 가장자리가 있는 솜털 같은 조각, 묽거나 물 같음, 고형물이 없거나 완전히 액체 상태); ‡ 항설사제 또는 완하제를 사용하지 않은 경우. |

이 4가지 확인된 하위 유형은 브리스톨 대변 척도로 결정할 수 있는 대변의 농도와 상관관계가 있다.
2007년에 미네소타, 로체스터의 메이요 의과 대학은 옴스테드군 거주자 4,196명을 대상으로 브리스톨 대변 척도에 기반한 설문지를 작성하도록 요청한 역학 연구를 보고했다.
|                                                    | 정상 주름창자 통과 (BSS 3–4) (n=1662) | 느린 결장 통과 (BSS 1–2) (n=411) | 빠른 결장 통과 (BSS 5–7) (n=197) |
| -------------------------------------------------- | ------------------------------------- | -------------------------------- | -------------------------------- |
| 연령 (평균값 ± 표준 편차; 년)                      | 62 ± 12                               | 63 ± 13                          | 61 ± 12                          |
| 남성 (%)                                           | 50                                    | 38                               | 43                               |
| BMI (평균 ± 표준 편차)                             | 29.6 ± 7.5                            | 28.2 ± 6.8                       | 32.5 ± 9.9                       |
| SSC 점수 (평균 ± 표준 편차) (신체 증상 체크리스트) | 1.6 ± 0,50                            | 1.7 ± 0.53                       | 1.8 ± 0.57                       |
| 흡연 (%)                                           | 8                                     | 7                                | 12                               |
| 알코올 (%)                                         | 45                                    | 48                               | 41                               |
| 쓸개 절제술 (%)                                    | 11                                    | 12                               | 19                               |
| 막창자꼬리 절제술 (%)                              | 28                                    | 31                               | 35                               |
| 경구 피임약 (% 여성)                               | 3                                     | 5                                | 3                                |
| 결혼 상태                                          |                                       |                                  |                                  |
| 기혼 (%)                                           | 80                                    | 77                               | 76                               |
| 학력                                               |                                       |                                  |                                  |
| 의무 교육 (%)                                      | 5                                     | 5                                | 7                                |
| 고등학교/일부 년도 (%)                             | 53                                    | 52                               | 58                               |
| 학위 또는 대학 (%)                                 | 41                                    | 42                               | 36                               |
| 가족력                                             |                                       |                                  |                                  |
| 위암 (%)                                           | 16                                    | 14                               | 15                               |
| 대장암 (%)                                         | 12                                    | 11                               | 15                               |

연구 결과 (표 참조)에 따르면 약 5명 중 1명은 느린 통과(1형 및 2형 대변)를 보였고, 12명 중 1명은 빠른 통과(5형 및 6형 대변)를 보였다. 또한, 대변의 특성은 연령, 성별, 체질량 지수, 쓸개 절제술 유무 및 가능한 심신 요소(신체화)에 영향을 받았다. 흡연, 음주, 교육 수준, 막창자꼬리 절제술 또는 위장 질환 가족력, 결혼 여부, 경구 피임약 사용과 같은 요인에서는 영향이 없었다.

### 치료 평가
여러 연구에서 약물 또는 치료에 대한 반응과 브리스톨 대변 척도를 연관 지어 보고 있으며, 실제로 한 연구에서는 설사 및 변실금 환자에게 특정 약물(콜레스티라민)의 용량을 더 정밀하게 조절하는 데 사용되기도 했다.
무작위 대조 연구에서, 126명의 남녀 환자를 대상으로 2주간의 치료 기간 동안 두 가지 완하제: 마크로골(폴리에틸렌글리콜)과 차전자피(플란타고 속의 종 포함)에 대한 반응을 연구하는 데 이 척도가 사용되었다. 연구에서는 전자(마크로골)가 후자(차전자피)보다 더 빠르고 효율적인 반응을 보이지 않았다. 이 연구에서는 주간 배변 횟수, 브리스톨 대변 척도 유형에 따른 대변 농도, 배변 시간, 전반적인 효과, 배변의 어려움 및 대변 농도를 주요 결과로 측정했다.
2010년부터 여러 연구에서 이 척도를 다양한 치료에 대한 반응을 인식하고 평가하는 데 유효한 진단 도구로 사용했으며, 그 예로는 프로바이오틱스, 온구, 노인 완하제, 아유르베다 다성분 약초 치료제 TLPL/AY 조제, 차전자피, 메살라진, 메틸날트렉손, 그리고 옥시코돈/날록손이 있다. 또한, 운동선수의 신체 활동에 대한 반응을 평가하는 데도 사용되었다.

## 역사
잉글랜드 브리스톨 왕립 병원 의학과 소속의 스티븐 루이스와 켄 히튼이 처음으로 개발하고 제안한 이 척도는 1992년에 수행된 이전 전향 연구에서 대변의 형태 및 유형과 관련된 예상치 못한 유병률의 배변 장애가 나타난 후, 1997년 『스칸디나비아 위장병학 저널』에서 임상 평가 도구로 제시되었다. 이전 논문의 저자들은 대변의 형태가 주름창자 통과 시간의 유용한 대리 측정값이라고 결론지었다. 이 결론은 이후 1형 및 2형에 대해서는 제한적인 유효성을 가진다는 이의가 제기되었지만, 여전히 다양한 장 질환의 치료 효과를 평가하는 연구 도구 및 임상 의사소통 보조 도구로 사용되고 있다.

### 버전
동일한 척도가 스페인어, 브라질 포르투갈어, 폴란드어 버전으로도 검증되었다. 또한 어린이를 위한 버전도 설계 및 검증되었다. 더 최근인 2011년 9월에는 6-8세 연령을 대상으로 한 자체 평가 기준을 사용하여 수정된 척도 버전이 검증되었다.
이 척도 버전은 뉴욕-장로교 병원의 게리 카한(Gary Kahan)에 의해 미국 텔레비전에서 사용하기에 적합한 차트로 개발되었다.

## 참고 문헌
- Borgelt, Laura Marie; Mary Beth; Smith, Judith Ann; Calis, Karim Anton (2010). 《Women's Health Across the Lifespan: A Pharmacotherapeutic Approach》. ASHP. 513–쪽. ISBN 978-1-58528-194-7.
- Greenberger, Norton J.; Blumberg, Richard; Burakoff, Robert, 편집. (2009년 4월 23일). 《Current Diagnosis and Treatment in Gastroenterology, Hepatology, and Endoscopy》. McGraw Hill Professional. 282–쪽. ISBN 978-0-07-149007-8.
- Lewis, SJ; Heaton, KW (September 1997). 《Stool Form Scale as a Useful Guide to Intestinal Transit Time》. 《Scand. J. Gastroenterol.》 32. 920–4쪽. doi:10.3109/00365529709011203. PMID 9299672. S2CID 32196954.
- South-Paul, Jeannette E.; Matheny, Samuel C.; Lewis, Evelyn L. (2007년 9월 4일). 《Current Diagnosis & Treatment in Family Medicine》 Seco판. McGraw-Hill Companies. ISBN 978-0-07-146153-5.
- Potts, Jeanette M., 편집. (2008). 《Genitourinary Pain and Inflammation: Diagnosis and Management》. Springer. 121–쪽. ISBN 978-1-58829-816-4.
- Zderic, Stephen; Kirk, Jennifer (2008년 9월 15일). 《Pediatric Urology for the Primary Care Provider》. Thoroughfare, NJ: SLACK Incorporated. 22–쪽. ISBN 978-1-55642-785-5.